# Pîlîpce, Borșciv
Pîlîpce (în ucraineană Пилипче) este o comună în raionul Borșciv, regiunea Ternopil, Ucraina, formată numai din satul de reședință.

## Demografie
Componența lingvistică a comunei Pîlîpce
     Ucraineană (99,91%)
     Alte limbi (0,09%)
Conform recensământului din 2001, majoritatea populației comunei Pîlîpce era vorbitoare de ucraineană (99,91%), existând în minoritate și vorbitori de alte limbi.